# Coroana imperială a Austriei

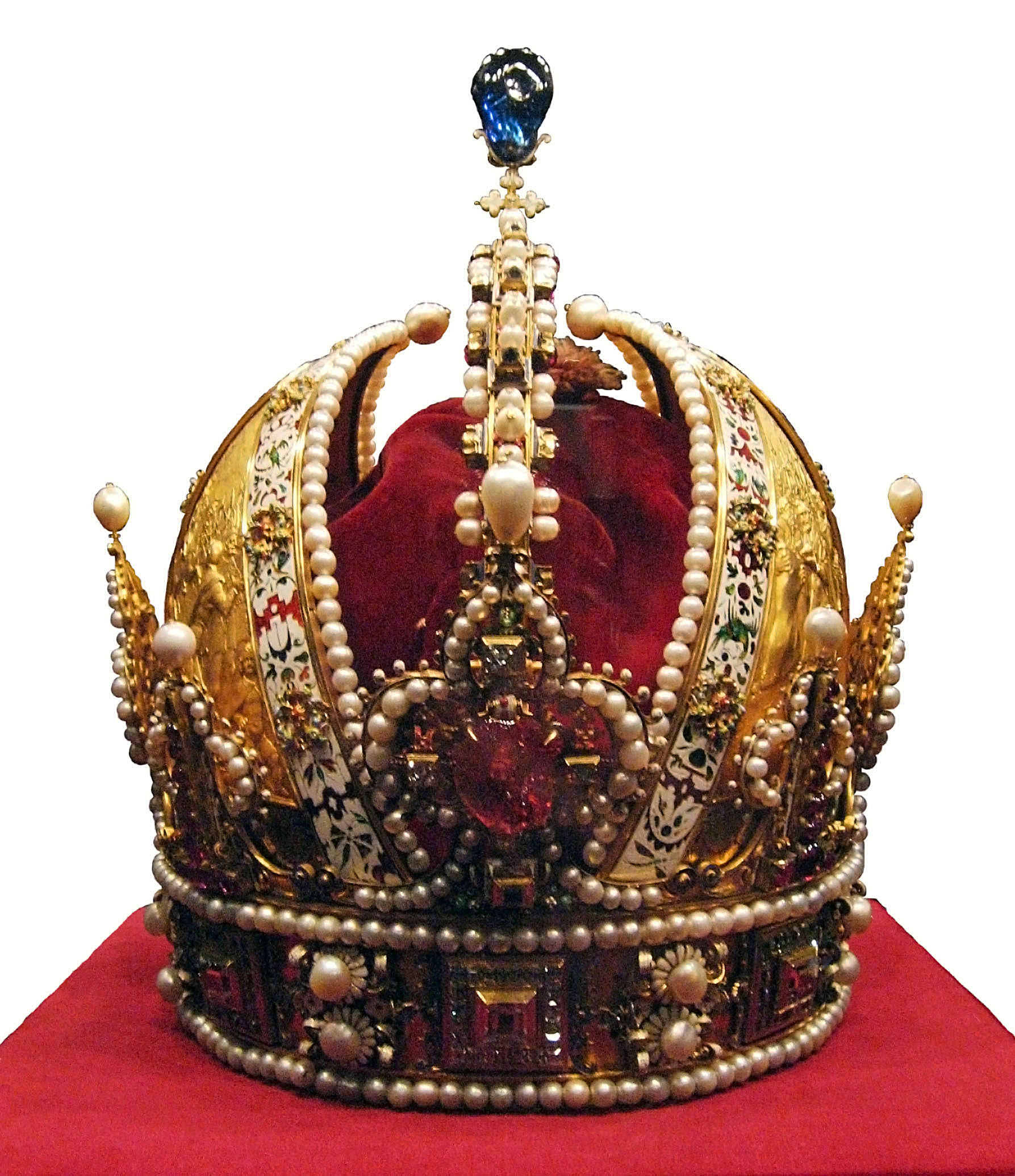
Coroana imperială austriacă

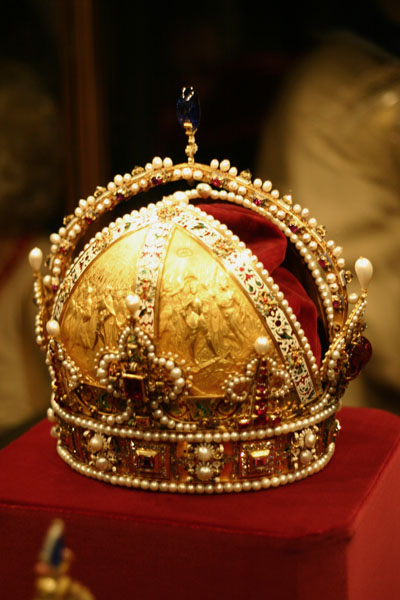
Coroana imperială austriacă din profil

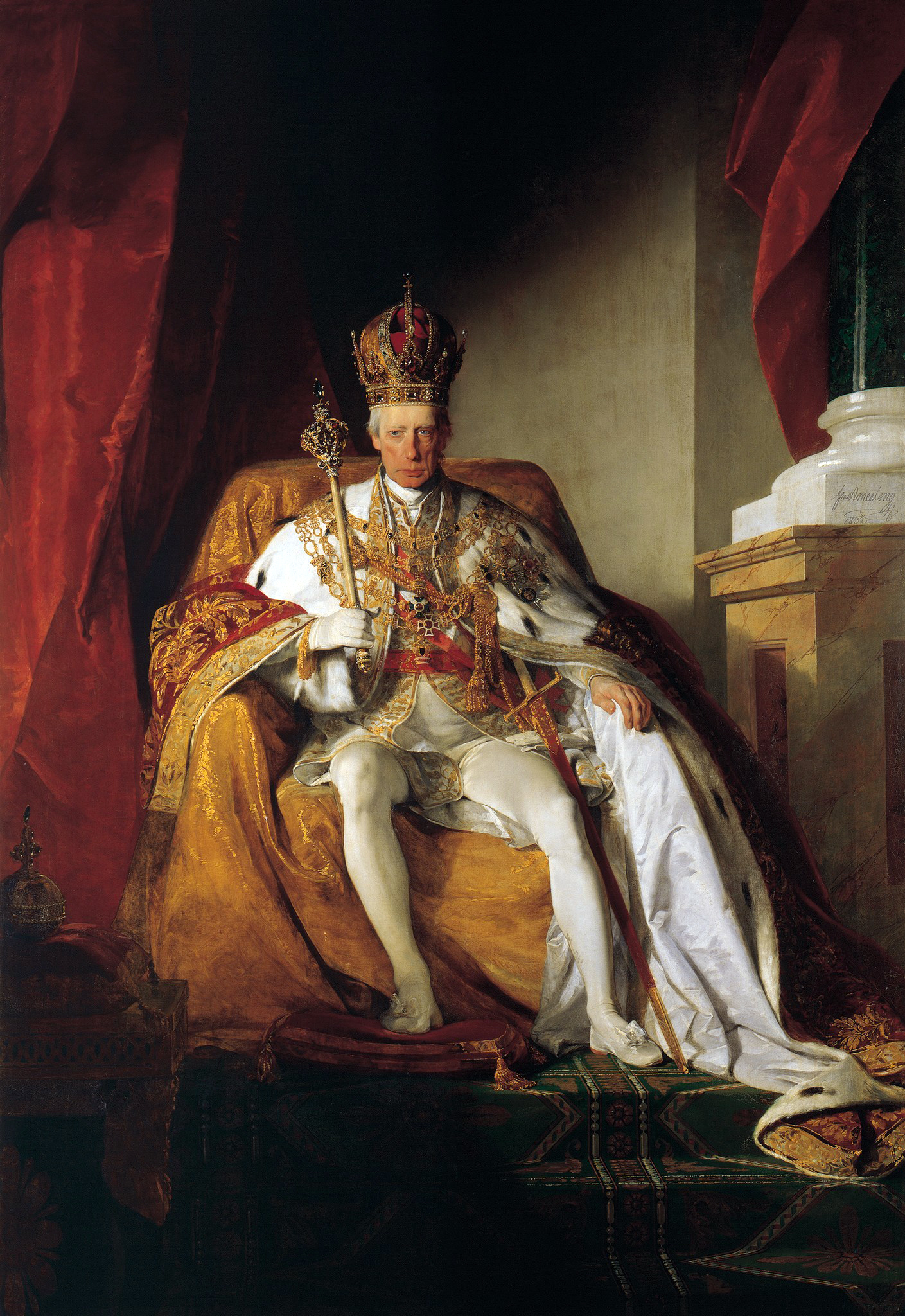
Francisc I cu însemnele impariale ale Imperiului Austriac, pictură de Friedrich von Amerling

Drept coroană imperială austriacă a fost aleasă la întemeierea Imperiului Austriac, în 1804, coroana privată a lui Rudolf al II-lea. După Compromisul austro-ungar (1867), până în 1918, ea a rămas coroana împăratului Austriei, deci era reprezentativă doar pentru jumătatea cisleithanică a statului.